# Тен, Олег Илларионович
Олег Илларионович Тен (род. 1975,  Ташкент, Узбекская ССР, СССР) — российский серийный убийца, совершивший не менее 3 убийств девушек и женщин с особой жестокостью в 2004—2005 годах в Санкт-Петербурге. В 2007 году Олег Тен был приговорён к пожизненному лишению свободы. Истинное количество жертв Тена остаётся предметом дискуссий. Так в совершении первого по счёту убийства он признался лишь в 2019 году, спустя 13 лет после ареста.

## Биография

### Жизнь до убийств
О ранних годах жизни Олега Тена известно крайне мало. Родился в 1975 году на территории города Ташкент (Узбекская ССР). По национальности — кореец. В начале 1990-х годов после распада СССР семья Тена переехала в Санкт-Петербург. В середине 1990-х годов Олег женился. В браке у него родилось трое детей, однако семья Тена испытывала материальные трудности. Вследствие отсутствия образования Олег Тен занимался низкоквалифицированным трудом и в период с конца 1990-х по начало 2000-х годов сменил несколько профессий. В этот период Тен начал демонстрировать патологически повышенное половое влечение и половую активность, вследствие чего стал увлекаться просмотром и коллекционированием фото- и видеоматериалов эротического содержания. В 1999 году он был арестован по обвинению в развращении малолетних детей, однако до суда дело не дошло. В начале 2000-х годов Олег поступил в учебный центр ГУВД, расположенный в городе Пушкине, где изучал юриспруденцию. После окончания курса обучения Тен получил диплом юриста и устроился на работу в городское управление вневедомственной охраны МВД Санкт-Петербурга. Однако несмотря на это, Тен не смог вести социально благополучный образ жизни. В период учёбы Олег увлёкся посещением игорных заведений, после чего «заболел» игроманией. Он стал проводить в игорных заведениях всё свободное время, проигрывая очень крупные суммы денег, после чего влез в долги и начал подрабатывать частным извозом.

### Убийства
Первое доказанное убийство Олег Тен совершил 6 августа 2004 года в Санкт-Петербурге. В тот день ранним утром он разъезжал по городу на собственной «Волге» и возле станции метро «Пионерская» встретил и под видом таксиста посадил в свой автомобиль 19-летнюю студентку. Он согласился подвезти её в соседний район. По пути между ним и попутчицей произошла ссора. На улице Софьи Ковалевской Тен остановил машину, вытащил девушку из салона и убил. С помощью ножа он нанёс ей 13 колото-резаных ран в голову, живот, грудь и шею, и уже мëртвой отрезал левую молочную железу. Впоследствии судом Калининского района было установлено, что убийство попадает под критерии совершённого с особой жестокостью. У жертвы не было ничего похищено. В этом преступлении Тен признался только в 2019 году.
21 июля 2005 года он напал на 24-летнюю работницу счетной палаты Ленобласти, дочь генерала железнодорожных войск — Наталью Косенкову. Он подкараулил девушку возле подъезда на Дунайском проспекте Санкт-Петербурга, зашел за ней в лифт и перерезал горло разбитой бутылкой на последнем 16-м этаже многоквартирного дома. После он вырезал у девушки молочные железы и глаз. 
Третье убийство Олег Тен совершил 11 декабря 2005 года. Его жертвой оказалась 21-летняя Татьяна Биктуганова — попутчица, голосовавшая на дороге, которая попросила Тена отвезти её на Финляндский вокзал. В ходе расследования милиция обнаружила свидетелей, которые видели рядом с девушками человека азиатской внешности, после чего был составлен фоторобот Олега Тена. Родители Биктугановой сообщили сотрудникам правоохранительных органов, что их дочь незадолго до убийства позвонила им и сообщила, что села в отечественную машину красного цвета.

### Арест, следствие и суд
В начале января 2006 года  оператор сотовой связи зафиксировал с телефона последней жертвы Олега Тена короткий звонок. Несмотря на то, что в телефоне находилась сим-карта, которая была зарегистрирована на другого человека, сотрудники уголовного розыска без труда установили нового владельца мобильника, который оказался жителем Санкт-Петербурга. Во время задержания мужчина рассказал следователям, что в декабре 2005 года купил телефон на местном рынке у своего знакомого по имени Олег Тен. Спустя несколько дней местонахождение Тена было установлено, и он был задержан. Во время допроса он сообщил следователям, что в середине декабря действительно подвозил девушку до Финляндского вокзала. Согласно версии Тена, вместе с ней якобы ехали двое молодых людей. Он утверждал, что благополучно довёз пассажиров до вокзала, после чего они расплатились и покинули салон автомобиля, но забыли мобильный телефон, который он вскоре продал на ближайшем рынке, так как в тот день он перевёз много людей и не знал, кому именно из них принадлежал телефон. Объяснение Тена было признано неубедительным, после чего следователи пошли на хитрость и объявили Тену, что против него существуют убедительные доказательства его причастности к совершению убийства Натальи Косенковой, после чего он не выдержал давления и начал давать признательные показания в совершении двух убийств. В последующие месяцы на следственных экспериментах Олег Тен подробно рассказал о том, как он провёл 21 июля 2005 года, и что послужило мотивом убийства.

Павел Сорокин, начальник оперативно-сыскного отдела РУВД Московского района так описывал показания Олега Тена: 
Получил зарплату, проиграл её в игровых автоматах, после чего возник нервный стресс. Увидел девушку, на которой были золотые изделия. Он решил завладеть золотыми изделиями. В момент борьбы жертве удалось нанести удар бутылкой по голове преступника. Это окончательно вывело его из себя, и после ограбления он зарезал девушку с особой жестокостью — отрезал грудь и выколол глаза.
Во время допроса Олег Тен не смог вспомнить, где он сбросил труп Татьяны Биктугановой. Труп девушки был обнаружен только лишь 3 апреля 2006 года у одного из домов по Придорожной аллее в Санкт-Петербурге, когда сошёл снег.
Судебный процесс открылся в январе 2007 года. 25 января коллегия присяжных признала Олега Тена виновным в совершении двух убийств и не заслуживающим снисхождения, после чего суд 1 февраля 2007 года назначил ему уголовное наказание в виде пожизненного лишения свободы. После осуждения Тен подал кассационную жалобу в Верховный Суд РФ, посчитав свой приговор чрезмерно суровым, однако 13 апреля 2007 года Верховный суд РФ оставил без изменений приговор Городского суда в отношении Олега Тена.

### Последующие события
После осуждения Тен был этапирован для отбытия наказания в исправительную колонию № 18 «Управления Федеральной службы исполнения наказаний по Ямало-Ненецкому автономному округу», более известную как «Полярная сова». Сокамерником Тена долгое время был печально известный бывший майор милиции Денис Евсюков. Отбыв в ней 12 лет, в 2019 году Тен связался со Следственным управлением Следственного комитета России по Санкт-Петербургу и дал показания по поводу убийства, которое было совершено в 2004 году, когда он убил 18-летнюю девушку в своей машине у одного из домов на улице Софьи Ковалевской, после чего скрылся. После получения признательных показаний Тена было возбуждено уголовное дело, и Олег Тен 7 июля 2021 года вернулся в Санкт-Петербург для проведения следственного эксперимента и других оперативно-розыскных действий на месте совершения убийства. По словам представителей Следственного управления Следственного комитета России по Санкт-Петербургу, во время допроса Олег Тен заявил, что сам не знает, зачем своей жертве отрезал грудь.
8 февраля 2022 года Калининский районный суд Санкт-Петербурга признал Олега Тена виновным в совершении этого убийства и назначил ему дополнительное уголовное наказание в виде 12 лет и 6 месяцев лишения свободы, после чего он был обратно этапирован в «Полярную сову».

### Возможные жертвы
Настоящее количество жертв Олега Тена осталось предметом многочисленных споров. По мнению сотрудников МВД, Олег Тен причастен к совершению ещё нескольких убийств. В начале 2000-х годов недалеко от платформы Александровская в городе Пушкин произошла серия жестоких убийств девушек. Основным подозреваемым является Олег Тен, так как он во время этой серии убийств получал образование в учебном центре ГУВД в Пушкине и постоянно ездил домой через эту железнодорожную станцию. По мнению сотрудников Следственного управления по Следственному комитету по Санкт-Петербургу, в последующие годы с периодичностью раз в несколько лет Тен, как и ряд других серийных убийц, может давать признательные показания по другим эпизодам, так как после длительного тюремного заключения он будет иметь шанс снова вернуться в Санкт-Петербург, временно сменить камеру в «Полярной сове» на камеру в СИЗО и даже побывать на свободе — в ходе следственного эксперимента.

## В массовой культуре
- Документальный фильм «Охотники на маньяков» (2008)
- Документальный фильм «Чёрная месса» из цикла «Особо опасен!» (2008)
- Документальный фильм «Красная нить» из цикла «Вне закона» (2013)
- Документальный фильм «Волк в овечьей шкуре» из цикла «Закон есть закон» (2018)[13]